# 2023년 바그너 그룹 항공기 추락 사고
2023년 바그너 그룹 항공기 추락 사고는 2023년 8월 23일 러시아 모스크바에서 상트페테르부르크로 가던 엠브라에르 레거시 600 비즈니스 제트기가 러시아 트베리주 쿠젠키노 인근에서 추락해 승무원 3명을 포함해 10명이 사망한 사고이다. 이 사고의 사망자는 바그너 그룹의 수장 예브게니 프리고진, 공동 창립자 드미트리 웃킨, 물류 및 보안 책임자 발레리 체칼로프가 포함되어 있다.

## 같이 보기
- 9·13 사건